# Правительство Сергея Линга — Владимира Ермошина
В статье даются сведения о составе Совета Министров Республики Беларусь под председательством Сергея Линга и Владимира Ермошина, действовавшего в январе 1997 г. — сентябре 2001 г.
В соответствии с Законом Республики Беларусь от 7 июля 1998 г. № 178-З «О Совете Министров Республики Беларусь» Совет Министров Республики Беларусь состоит из Премьер-министра, его заместителей и министров. В его состав по решению Президента Республики Беларусь могут входить руководители иных республиканских органов государственного управления.

## Состав Совета Министров
После даты назначения (включения в состав правительства) или освобождения от должности членов Совета Министров стоит номер соответствующего указа Президента Республики Беларусь.
Члены Совета Министров, даты освобождения от должности которых не указаны, действовали на момент отставки правительства (их полномочия прекращались с момента назначения в новом составе правительства их же или других лиц).
Члены правительства расположены в списке в хронологическом порядке по дате их назначения. В список включены исполняющие обязанности Министра внутренних дел и Председателя Государственного таможенного комитета, формально не являвшиеся членами правительства.
1. Линг, Сергей Степанович — Заместитель Премьер-министра Республики Беларусь, исполняющий обязанности Премьер-министра Республики Беларусь (14 января 1997 г., № 57 — 19 февраля 1997 г., № 157), Премьер-министр Республики Беларусь (19 февраля 1997 г., № 157 — 18 февраля 2000 г., № 76)
2. Мясникович, Михаил Владимирович — Глава Администрации Президента Республики Беларусь (14 января 1997 г., № 57 — 12 сентября 2001 г., № 490)
3. Домашкевич, Николай Федорович — Председатель Комитета государственного контроля Республики Беларусь (14 января 1997 г., № 57 — 2 декабря 1998 г., № 574)
4. Прокопович, Петр Петрович — Первый заместитель Премьер-министра Республики Беларусь (14 января 1997 г., № 57 — 20 марта 1998 г., № 150), Председатель Правления Национального банка Республики Беларусь (с 20 марта 1998 г., № 150)
5. Гаркун, Владимир Гилярович — Заместитель Премьер-министра Республики Беларусь (14 января 1997 г., № 57 — 15 октября 1998 г., № 497)
6. Долголев, Василий Борисович — Заместитель Премьер-министра Республики Беларусь (14 января 1997 г., № 57 — 28 июля 1997 г., № 406), Полномочный представитель Президента Республики Беларусь в органах Союза Беларуси и России, органах управления интеграцией Республики Беларусь, Республики Казахстан, Кыргызской Республики и Российской Федерации, органах Содружества Независимых Государств и в Правительстве Российской Федерации — Заместитель Премьер-министра Республики Беларусь (28 июля 1997 г., № 406 — 2 декабря 1998 г., № 579), Первый заместитель Премьер-министра Республики Беларусь (2 декабря 1998 г., № 579 — 13 марта 2000 г., № 131)
7. Кокорев, Валерий Иванович — Заместитель Премьер-министра Республики Беларусь (14 января 1997 г., № 57 — 1 ноября 2001 г., № 613)
8. Русакевич, Владимир Васильевич — Заместитель Премьер-министра Республики Беларусь (14 января 1997 г., № 57 — 15 июля 1997 г., № 386)
9. Новицкий, Геннадий Васильевич — Министр архитектуры и строительства Республики Беларусь (14 января 1997 г., № 57 — 11 февраля 1997 г., № 147), Заместитель Премьер-министра Республики Беларусь (с 11 февраля 1997 г., № 147)
10. Маринич, Михаил Афанасьевич — Министр внешних экономических связей Республики Беларусь (14 января 1997 г., № 57 — 4 декабря 1998 г., № 587)
11. Аголец, Валентин Степанович — Министр внутренних дел Республики Беларусь (14 января 1997 г., № 57 — 8 февраля 1999 г., № 84)
12. Батура, Борис Васильевич — Министр жилищно-коммунального хозяйства Республики Беларусь (14 января 1997 г., № 57 — 25 июня 1999 г., № 345), Заместитель Премьер-министра Республики Беларусь (25 июня 1999 г., № 345 — 13 ноября 2000 г., № 592)
13. Бамбиза, Иван Михайлович — Министр по делам Содружества Независимых Государств (14 января 1997 г., № 57 — 30 апреля 1997 г., № 260)
14. Антонович, Иван Иванович — Министр иностранных дел Республики Беларусь (14 января 1997 г., № 57 — 4 декабря 1998 г., № 589)
15. Сосновский, Александр Владимирович — Министр культуры Республики Беларусь (14 января 1997 г., № 57 — 27 ноября 2000 г., № 630)
16. Зорин, Валентин Павлович — Министр лесного хозяйства Республики Беларусь (14 января 1997 г., № 57 — 1 ноября 2001 г., № 613)
17. Чумаков, Александр Петрович — Министр обороны Республики Беларусь (14 января 1997 г., № 57 — 28 марта 2001 г., № 172)
18. Стражев, Василий Иванович — Министр образования Республики Беларусь (14 января 1997 г., № 57 — 1 ноября 2001 г., № 613)
19. Новак, Василий Александрович — Министр по управлению государственным имуществом и приватизации Республики Беларусь (14 января 1997 г., № 57 — 1 ноября 2001 г., № 613)
20. Кеник, Иван Альбинович — Министр по чрезвычайным ситуациям Республики Беларусь (14 января 1997 г., № 57 — 20 января 1999 г., № 42)
21. Сазонов, Александр Юрьевич — Министр предпринимательства и инвестиций Республики Беларусь (14 января 1997 г., № 57 — 27 апреля 2000 г., № 227)
22. Русый, Михаил Иванович — Министр природных ресурсов и охраны окружающей среды Республики Беларусь (14 января 1997 г., № 57 — 6 февраля 2001 г., № 61), Министр сельского хозяйства и продовольствия Республики Беларусь (с 6 февраля 2001 г., № 61)
23. Харлап, Анатолий Дмитриевич — Министр промышленности Республики Беларусь (с 14 января 1997 г., № 57)
24. Гончаренко, Владимир Иванович — Министр связи Республики Беларусь (14 января 1997 г., № 57 — 17 декабря 1999 г., № 741; с 22 февраля 2001 г., № 91)
25. Леонов, Василий Севостьянович — Министр сельского хозяйства и продовольствия Республики Беларусь (14 января 1997 г., № 57 — 19 ноября 1997 г., № 600)
26. Даргель, Ольга Брониславовна — Министр социальной защиты Республики Беларусь (14 января 1997 г., № 57 — 1 ноября 2001 г., № 613)
27. Макейчик, Владимир Иосифович — Министр спорта и туризма Республики Беларусь (14 января 1997 г., № 57 — 16 марта 1998 г., № 116)
28. Ничипорович, Владимир Николаевич — Министр статистики и анализа Республики Беларусь (14 января 1997 г., № 57 — 2 декабря 1998 г., № 569)
29. Герасимов, Валентин Васильевич — Министр топлива и энергетики Республики Беларусь (14 января 1997 г., № 57 — 11 июня 1997 г., № 329)
30. Козлов, Петр Афанасьевич — Министр торговли Республики Беларусь (14 января 1997 г., № 57 — 30 июля 2001 г., № 410)
31. Лях, Иван Алексеевич — Министр труда Республики Беларусь (14 января 1997 г., № 57 — 1 ноября 2001 г., № 613)
32. Шимов, Владимир Николаевич — Министр экономики Республики Беларусь (с 14 января 1997 г., № 57)
33. Мацкевич, Владимир Александрович — Председатель Комитета государственной безопасности Республики Беларусь (14 января 1997 г., № 57 — 27 ноября 2000 г., № 625)
34. Достанко, Анатолий Павлович — Председатель Государственного высшего аттестационного комитета Республики Беларусь (14 января 1997 г., № 57 — 1 ноября 2001 г., № 613)
35. Федоров, Григорий Константинович — Председатель Государственного комитета по авиации Республики Беларусь (14 января 1997 г., № 57 — 12 октября 2000 г., № 544)
36. Михальченко, Александр Николаевич — Председатель Государственного комитета по архивам и делопроизводству Республики Беларусь (14 января 1997 г., № 57 — 1 ноября 2001 г., № 613)
37. Покумейко, Юрий Михайлович — Председатель Государственного комитета по гидрометеорологии Республики Беларусь (14 января 1997 г., № 57 — 1 ноября 2001 г., № 613)
38. Позняк, Александр Григорьевич — Председатель Государственного комитета по делам молодежи Республики Беларусь (14 января 1997 г., № 57 — 1 ноября 2001 г., № 613)
39. Билык, Александр Николаевич — Председатель Государственного комитета по делам религий и национальностей Республики Беларусь (14 января 1997 г., № 57 — 1 ноября 2001 г., № 613)
40. Кузнецов, Георгий Иванович — Председатель Государственного комитета по земельным ресурсам, геодезии и картографии Республики Беларусь (с 14 января 1997 г., № 57)
41. Павловский, Александр Алексеевич — Председатель Государственного комитета пограничных войск Республики Беларусь (с 14 января 1997 г., № 57)
42. Гайсенок, Виктор Анатольевич — Председатель Государственного комитета по науке и технологиям Республики Беларусь (14 января 1997 г., № 57 — 19 мая 2000 г., № 275)
43. Бельский, Владимир Петрович — Председатель Государственного комитета Республики Беларусь по печати (14 января 1997 г., № 57 — 23 января 1997 г., № 88)
44. Корешков, Валерий Николаевич — Председатель Государственного комитета по стандартизации, метрологии и сертификации Республики Беларусь (с 14 января 1997 г., № 57)
45. Дубовик, Лев Антонович — Председатель Государственного комитета по энергосбережению и энергетическому надзору Республики Беларусь (с 14 января 1997 г., № 57)
46. Демчук, Николай Николаевич — Председатель Государственного налогового комитета Республики Беларусь (14 января 1997 г., № 57 — 31 марта 2000 г., № 158)
47. Кудашов, Валерий Иванович — Председатель Государственного патентного комитета Республики Беларусь (14 января 1997 г., № 57 — 1 ноября 2001 г., № 613)
48. Кречко, Петр Васильевич — Председатель Государственного таможенного комитета Республики Беларусь (14 января 1997 г., № 57 — 30 июля 1997 г., № 412)
49. Заметалин, Владимир Петрович — Председатель Государственного комитета Республики Беларусь по печати/Государственного комитета по печати Республики Беларусь (23 января 1997 г., № 89 — 15 июля 1997 г., № 387), Заместитель Премьер-министра Республики Беларусь (15 июля 1997 г., № 387 — 19 июня 2000 г., № 348)
50. Воронцов, Геннадий Николаевич — Министр юстиции Республики Беларусь (23 января 1997 г., № 92 — 1 ноября 2001 г., № 613)
51. Алейников, Геннадий Станиславович — Председатель Правления Национального банка Республики Беларусь (30 января 1997 г., № 115 — 20 марта 1998 г., № 149)
52. Зеленкевич, Игорь Борисович — Министр здравоохранения Республики Беларусь (7 февраля 1997 г., № 142 — 1 ноября 2001 г., № 613)
53. Ярмолик, Владимир Иванович — Председатель Государственного комитета по материальным резервам Республики Беларусь (27 февраля 1997 г., № 168 — 1 ноября 2001 г., № 613)
54. Ветров, Виктор Николаевич — Министр архитектуры и строительства Республики Беларусь (13 марта 1997 г., № 189 — 16 апреля 1999 г., № 222)
55. Войтович, Александр Павлович — Президент Национальной академии наук Беларуси (21 мая 1997 г., № 297 — 15 декабря 2000 г., № 679)
56. Кучинский, Виктор Францевич — Директор Департамента по гуманитарной помощи при Президенте Республики Беларусь[1], в соответствии с Указом Президента Республики Беларусь от 27 марта 2001 г. № 171 — Директор Департамента по гуманитарной деятельности при Президенте Республики Беларусь (9 июня 1997 г., № 325 — 5 октября 2001 г., № 565)
57. Корбут, Николай Петрович — Министр финансов Республики Беларусь (с 23 июля 1997 г., № 402)
58. Макаревич, Викентий Викентьевич — исполняющий обязанности Председателя Государственного таможенного комитета Республики Беларусь (с 30 июля 1997 г., № 413), Председатель Государственного таможенного комитета Республики Беларусь (13 марта 1998 г., № 112 — 1 ноября 2001 г., № 613)
59. Лукашов, Александр Васильевич — Министр транспорта и коммуникаций Республики Беларусь (3 сентября 1997 г., № 449 — 1 ноября 2001 г., № 613)
60. Величко, Валентин Владимирович — Министр по делам Содружества Независимых Государств Республики Беларусь (10 сентября 1997 г., № 458 — 4 декабря 1998 г., № 588)
61. Шаколо, Иван Петрович — Министр сельского хозяйства и продовольствия Республики Беларусь (19 ноября 1997 г., № 601 — 2 декабря 1998 г., № 571)
62. Подгайный, Михаил Васильевич — Председатель Государственного комитет по печати Республики Беларусь (с 3 декабря 1997 г., № 621)
63. Козик, Леонид Петрович — Заместитель Премьер-министра Республики Беларусь (4 февраля 1998 г., № 61 — 25 июня 1999 г., № 344), Полномочный представитель Президента Республики Беларусь — Заместитель Премьер-министра Республики Беларусь (25 июня 1999 г., № 344 — 12 сентября 2001 г., № 496)
64. Дроздов, Анатолий Иванович — член Коллегии Межгосударственного экономического комитета Экономического союза Содружества Независимых Государств (13 марта 1998 г., № 115 – 10 марта 2000 г., № 119)
65. Ананьев, Николай Константинович — Министр спорта и туризма Республики Беларусь (16 марта 1998 г., № 117 — 16 апреля 1999 г., № 224)
66. Дверницкий, Евгений Михайлович — Председатель Государственного комитета финансовых расследований Республики Беларусь (31 марта 1998 г., № 184 — 5 октября 2001 г., № 569)
67. Попков, Александр Андреевич — Заместитель Премьер-министра Республики Беларусь (с 10 ноября 1998 г., № 537)
68. Зиновский, Владимир Иванович — Министр статистики и анализа Республики Беларусь (с 2 декабря 1998 г., № 570)
69. Мороз, Юрий Дмитриевич — Министр сельского хозяйства и продовольствия Республики Беларусь (2 декабря 1998 г., № 572 — 14 июля 2000 г., № 390)
70. Кобяков, Андрей Владимирович — Председатель Комитета государственного контроля Республики Беларусь (2 декабря 1998 г., № 575 — 13 марта 2000 г., № 132), Первый заместитель Премьер-министра Республики Беларусь (с 13 марта 2000 г., № 132)
71. Шухно, Валентин Михайлович — Председатель Государственного комитета по ценным бумагам Республики Беларусь (с 2 декабря 1998 г., № 580)
72. Латыпов, Урал Рамдракович — Министр иностранных дел Республики Беларусь (4 декабря 1998 г., № 590 — 30 декабря 1998 г., № 630), Министр иностранных дел Республики Беларусь — Заместитель Премьер-министра Республики Беларусь (30 декабря 1998 г., № 630 — 17 мая 1999 г., № 278), Заместитель Премьер-министра Республики Беларусь — Министр иностранных дел Республики Беларусь (17 мая 1999 г., № 278 — 27 ноября 2000 г., № 622)
73. Астапов, Валерий Петрович — Министр по чрезвычайным ситуациям Республики Беларусь (с 20 января 1999 г., № 43)
74. Сиваков, Юрий Леонидович — Министр внутренних дел Республики Беларусь (8 февраля 1999 г., № 85 — 21 апреля 2000 г., № 214)
75. Козулин, Александр Владиславович — ректор Белорусского государственного университета (24 февраля 1999 г., № 117 — 24 сентября 2001 г., № 516)
76. Курочкин, Геннадий Филиппович — Министр архитектуры и строительства Республики Беларусь (с 16 апреля 1999 г., № 223)
77. Ворсин, Евгений Николаевич[бел.] — Министр спорта и туризма Республики Беларусь (с 16 апреля 1999 г., № 225)
78. Кумпицкий, Генрих Иванович — Руководитель Аппарата Совета Министров Республики Беларусь (23 апреля 1999 г., № 232 — 15 октября 2001 г., № 1494[2])
79. Милькота, Александр Александрович — Министр жилищно-коммунального хозяйства Республики Беларусь (с 20 августа 1999 г., № 483)
80. Владыко, Виктор Станиславович — Председатель Правления Белорусского республиканского союза потребительских обществ (12 января 2000 г., № 9 — 30 июля 2001 г., № 410)
81. Круковский, Николай Александрович — Министр связи Республики Беларусь (12 января 2000 г., № 10 — 22 февраля 2001 г., № 90)
82. Ермошин, Владимир Васильевич — исполняющий обязанности Премьер-министра Республики Беларусь (18 февраля 2000 г., № 77 — 14 марта 2000 г., № 134), Премьер-министр Республики Беларусь (с 14 марта 2000 г., № 134)
83. Синявский, Евгений Васильевич — Полномочный представитель Республики Беларусь при Экономическом совете Содружества Независимых Государств (с 10 марта 2000 г., № 127)
84. Сумар, Константин Андреевич — Председатель Государственного налогового комитета Республики Беларусь (с 31 марта 2000 г., № 159)
85. Удовиков, Михаил Дмитриевич — исполняющий обязанности Министра внутренних дел Республики Беларусь (21 апреля 2000 г., № 215 — Указом Президента Республики Беларусь от 25 сентября 2000 г. № 510 Министром внутренних дел Республики Беларусь назначен Наумов В.В.)
86. Скорбеж, Анатолий Анатольевич — Министр предпринимательства и инвестиций Республики Беларусь (30 июня 2000 г., № 367 — 1 ноября 2001 г., № 613)
87. Демчук, Михаил Иванович — Заместитель Премьер-министра Республики Беларусь (14 июля 2000 г., № 385 — 1 ноября 2001 г., № 613)
88. Попов, Вадим Александрович — Министр сельского хозяйства и продовольствия Республики Беларусь (14 июля 2000 г., № 391 — 21 ноября 2000 г., № 601)
89. Тозик, Анатолий Афанасьевич — Председатель Комитета государственного контроля Республики Беларусь (с 1 августа 2000 г., № 425)
90. Наумов, Владимир Владимирович — Министр внутренних дел Республики Беларусь (с 25 сентября 2000 г., № 510)
91. Лесникович, Анатолий Иванович — Председатель Государственного комитета по науке и технологиям Республики Беларусь (с 28 сентября 2000 г., № 519)
92. Иванов, Фёдор Фёдорович — Председатель Государственного комитета по авиации Республики Беларусь (с 9 ноября 2000 г., № 585)
93. Хвостов, Михаил Михайлович — Заместитель Премьер-министра Республики Беларусь — Министр иностранных дел Республики Беларусь (с 27 ноября 2000 г., № 624)
94. Ерин, Леонид Тихонович — Председатель Комитета государственной безопасности Республики Беларусь (с 27 ноября 2000 г., № 626)
95. Гуляко, Леонид Павлович — Министр культуры Республики Беларусь (с 21 декабря 2000 г., № 690)
96. Хоружик, Леонтий Иванович — Министр природных ресурсов и охраны окружающей среды Республики Беларусь (с 22 февраля 2001 г., № 92)
97. Мальцев, Леонид Семенович — Министр обороны Республики Беларусь (с 28 марта 2001 г., № 173)
98. Шпилевский, Александр Францевич — помощник Президента Республики Беларусь — главный инспектор по г. Минску (8 мая 2001 г., № 251 — 24 сентября 2001 г., № 541)

Постановлением Совета Министров Республики Беларусь от 21 сентября 2001 г. № 1395 Совет Министров сложил свои полномочия перед вступившим в должность Президентом Республики Беларусь.
Указом Президента Республики Беларусь от 21 сентября 2001 г. № 512 поручено Правительству продолжить осуществление своих полномочий до сформирования Совета Министров Республики Беларусь в новом составе; установлено, что Премьер-министр Республики Беларусь, заместитель Премьер-министра Республики Беларусь, министры и другие члены Правительства сохраняют свои полномочия до издания Президентом Республики Беларусь правовых актов о назначении на указанные должности.